# دلپاوانا
دلپاوانا (به لاتین: Delpawana) یک منطقهٔ مسکونی در سری‌لانکا است که در استان مرکزی (سری‌لانکا) واقع شده‌است.